# Elisa Carrió
Elisa María Avelina Carrió, mais conhecida como Lilita Carrió (Resistencia, 26 de dezembro de 1956) é uma advogada, acadêmica e política argentina. Foi deputada nacional pela Cidade de Buenos Aires entre 2005 e 2020.

## Biografia
A pedido de seu pai, Rolando Carrió, dirigente da União Cívica Radical de Chaco, se candidatou às eleições para a Convenção Constituinte de 1994, sendo eleita. Logo depois, foi candidata a deputada nacional em 1995 e 1999 pela província do Chaco, e em 2005, 2009, 2013 e 2017 pela Cidade de Buenos Aires, sendo eleita em todas as oportunidades.
Durante a crise argentina de 2001, funda o partido de centro Coalizão Cívica ARI, e em 2004, o Instituto de Formação Cultural e Política Hannah Arendt. 
Graças a sua imagem nacional como parlamentar, aspirou chegar a Presidência da Argentina em quatro ocasiões: concorreu em 2003, e terminou em quinto lugar, num pleito vencido pelo então governador de Santa Cruz, Néstor Kirchner; em 2007, fica em segundo lugar na disputa presidencial, vencida pela senadora Cristina Fernández de Kirchner em primeiro turno; em 2011, concorre e perde a disputa novamente para Cristina Kirchner, no primeiro turno. Já em 2015, disputou a indicação de candidata a presidente na coligação Mudemos, mas acabou sendo derrotada nas primárias pelo engenheiro Mauricio Macri, que foi eleito presidente do país naquele ano.
Carrió se tornou uma das principais dirigentes da aliança Cambiemos, e em 2016, assumiu a presidência da Comissão de Relações Exteriores da Câmara de Deputados. Em 2019, apoiou a reeleição de Mauricio Macri para presidente, que acabou sendo derrotado pelo opositor, Alberto Fernández. 
Em 2020, Lilita Carrió renuncia ao cargo de deputada.